# Тодор Мищалов
Тодор Мищалов е български футболист, защитник. Той е един от първите българи, играли в чуждестранен отбор, като носи екипа на швейцарския Лозанспорт.
Участва във Втората световна война, когато България преминава на страната на Съюзниците и е командир на батарея. След войната е част от ръководството на Раковски (София) и Спартак (София).

## Клубна кариера
Роден е на 22 февруари 1907 г. Като ученик във Втора мъжка гимназия се увлича по футбола и започва да играе като ляво крило. Първия си мач за ФК 13 изиграва през 1920 г. срещу Левски (София). Играе като титуляр на този пост до 1925 г. когато заминава за Лозана, Швейцария да учи право.
Като студент в продължение на три сезона защитава екипа на отбора на Лозанспорт. При завръщането си в България отново играе за ФК 13, вече като ляв защитник. През 1931 г. остава на седмо място в първата анкета за футболист на годината, организирана от вестник „Спорт“. По това време е наричан от пресата „Лъвът на балканския футбол“.
След 1935 г. е военнослужещ. Удостоен е със сребърна значка на БФФ. Играе футбол поне до 1937 г.

## Национален отбор
Между 1931 и 1937 г. записва 27 мача за националния отбор на България. През 1931 и 1932 г. е носител на Балканската купа. Играе за България при най-голямото поражение в историята на националния отбор – 0:13 от Испания. В началото на второто полувреме на този мач Мищалов си вкарва автогол.
През 1934 г. получава доживотно наказание да не играе за националния отбор заради провинения по време на турне в Атина. Протестът на Мищалов обаче надделява и правата на защитника са възстановени още същата година. През 1935 г. е капитан на отбора в Балканската купа.